# Turbonilla alarconi
Turbonilla alarconi är en snäckart som beskrevs av Strong 1949. Turbonilla alarconi ingår i släktet Turbonilla och familjen Pyramidellidae. Inga underarter finns listade i Catalogue of Life.